# Oegopsida
Ordre
Synonymes
- Oegopsina d'Orbigny, 1845[1]
- sous-ordre Oegopsina (préféré par NCBI)[2]

Les Oegopsida sont un ordre de céphalopodes décapodes, qui constituent avec leur groupe frère Myopsida le groupe des « calmars ».
Ce groupe comprend de nombreuses espèces abyssales, dont les différentes espèces de calmars géants.

## Classification
Selon World Register of Marine Species (9 janvier 2015) :
- famille Ancistrocheiridae Pfeffer, 1912
- famille Architeuthidae Pfeffer, 1900 — Calmars géants
- famille Batoteuthidae Young & Roper, 1968
- famille Brachioteuthidae Pfeffer, 1908
- famille Chiroteuthidae Gray, 1849
- famille Cranchiidae Prosch, 1849 — Calmars de verre
- famille Cycloteuthidae Naef, 1923
- famille Enoploteuthidae Pfeffer, 1900
- famille Gonatidae Hoyle, 1886
- famille Histioteuthidae Verrill, 1881 — Calmars bijoux
- famille Joubiniteuthidae Naef, 1922 — Calmar de Joubin
- famille Lepidoteuthidae Naef, 1912 — Calmar à écailles
- famille Lycoteuthidae Pfeffer, 1908 — Calmars perlés
- famille Magnapinnidae Vecchione & Young, 1998 — Calmars à longs bras
- famille Mastigoteuthidae Verrill, 1881
- famille Neoteuthidae Naef, 1921
- famille Octopoteuthidae Berry, 1912
- famille Ommastrephidae Steenstrup, 1857 — Calmars volants
- famille Onychoteuthidae Gray, 1847
- famille Pholidoteuthidae Adam, 1950
- famille Promachoteuthidae Naef, 1912
- famille Psychroteuthidae Thiele, 1920 — Calmar des glaces
- famille Pyroteuthidae Pfeffer, 1912 — Calmars de feu
- famille Thysanoteuthidae Keferstein, 1866 — Calmars rhomboïdaux
- famille Walvisteuthidae Nesis & Nikitina, 1986

Certaines classifications substituent à ce taxon le sous-ordre des Oegopsina, au sein de l'ordre des Teuthida.